# Socialist Labour Party (1996)
Die Socialist Labour Party (deutsch: Sozialistische Arbeitspartei, SLP) ist eine 1996 von Arthur Scargill gegründete sozialistische Partei im Vereinigten Königreich. Sie war ein Gründungsmitglied der National Union of Mineworkers.

## Geschichte
Die Partei entstand unter Nutzung des traditionellen Namens Socialist Labour Party. Ein Partei selben Namens gab es bereits von 1903 bis 1980.
Teile der Mitgliedschaft der SLP kommen aus der Labour Party und lehnen den mit Tony Blair verbundenen Weg von New Labour ab. Die auf einem Sonderparteitag 1995 erfolgte Bestätigung der Streichung von Verstaatlichungen als im Parteiprogramm festgehaltene Ziele führte schließlich zum Austritt einiger Mitglieder aus der Labour Partei und zur Gründung der SLP.
2004 spalteten sich aus der SLP am Marxismus-Leninismus orientierte Mitglieder ab und gründeten eine sich Communist Party of Great Britain (Marxist-Leninist) nennende Partei.
2019 trat ein Kommunalpolitiker der Labour Party zur SLP über. Dadurch war diese in Hartlepool auch im entsprechenden kommunalen Parlament vertreten.

## Wahlergebnisse
| Jahr | Wahl                                        | Stimmen | Stimmenanteil | Sitze |
| ---- | ------------------------------------------- | ------- | ------------- | ----- |
| 1997 | Unterhauswahl 1997                          | 52.109  | 0,2 %         | 0/659 |
| 1999 | Parlamentswahl in Schottland 1999           | 55.153  | 2,4 %         | 0/129 |
| 1999 | Wahl zur Nationalversammlung für Wales 1999 | 10.720  | 1,0 %         | 0/60  |
| 1999 | Europawahl 1999                             | 86.749  | 0,8 %         | 0/87  |
| 2000 | Wahl zur London-Versammlung 2000            | 13.690  | 0,8 %         | 0/25  |
| 2001 | Unterhauswahl 2001                          | 57.288  | 0,2 %         | 0/659 |
| 2003 | Parlamentswahl in Schottland 2003           | 21.657  | 1,1 %         | 0/129 |
| 2003 | Wahl zur Nationalversammlung für Wales 2003 | 10.358  | 1,2 %         | 0/60  |
| 2005 | Unterhauswahl 2005                          | 20.167  | 0,1 %         | 0/646 |
| 2007 | Parlamentswahl in Schottland 2007           | 14.054  | 0,7 %         | 0/129 |
| 2007 | Wahl zur Nationalversammlung für Wales 2007 | 12.209  | 1,3 %         | 0/60  |
| 2009 | Europawahl 2009                             | 173.115 | 1,1 %         | 0/72  |
| 2010 | Unterhauswahl 2010                          | 7.196   | 0,0 %         | 0/650 |
| 2011 | Parlamentswahl in Schottland 2011           | 16.847  | 0,9 %         | 0/129 |
| 2011 | Wahl zur Nationalversammlung für Wales 2011 | 23.020  | 2,4 %         | 0/60  |
| 2014 | Europawahl 2014                             | 4.459   | 0,0 %         | 0/72  |
| 2015 | Unterhauswahl 2015                          | 3.481   | 0,0 %         | 0/650 |
| 2017 | Unterhauswahl 2017                          | 1.154   | 0,0 %         | 0/650 |
| 2019 | Unterhauswahl 2019                          | 494     | 0,0 %         | 0/650 |
| 2024 | Unterhauswahl 2024                          | 3.609   | 0,0 %         | 0/650 |